# Artūras Trumpauskas
Artūras Trumpauskas (né le 1er mai 1972 à Kaunas) est un coureur cycliste lituanien. Professionnel en 2000 et 2001, il a représenté la Lituanie aux Jeux olympiques de 1996, en poursuite par équipes, et aux championnats du monde sur route de 2001. Il a ensuite dirigé les équipes Klaipeda-Splendid en 2007 et Ulan en 2008.

## Palmarès sur route
- 1993
  - 2e étape du Tour de Pologne (contre-la-montre par équipes)
- 1994
  - 3e du Grand Prix de Beuvry-la-Forêt
- 1997
  - 3e du championnat de Lituanie du contre-la-montre
- 1998
  - Rouen-Gisors
  - 2e du Grand Prix Michel-Lair
  - 3e de la Flèche finistérienne
  - 3e du Grand Prix Christian Fenioux
  - 3e du Tour de la Somme
- 1999
  - Paris-Évreux
  - Grand Prix de la ville de Nogent-sur-Oise
  - Trio normand (avec Frédéric Lecrosnier et Stéphane Délimauges)
  - 3e des Trois Jours de Cherbourg
  - 3e de Paris-Rouen
- 2000
  - 2e étape du Tour de Moselle
  - 2e du Grand Prix de Blangy-sur-Bresle
  - 3e des Trois Jours de Cherbourg
- 2001
  - 2e du Prix de la ville de Soissons

## Palmarès sur piste

### Jeux olympiques
- Atlanta 1996
  - 11e de la poursuite par équipes